# Мантовано, Альфредо
Альфредо Монтавано (итал. Alfredo Mantovano; род. 14 января 1958, Лечче) — итальянский судья и государственный служащий, секретарь аппарата правительства (с 2022).

## Биография
В 1981 году окончил университет Сапиенца, написав дипломную работу о проблемах с конституционностью итальянского закона 1978 года о праве на аборт. С 1984 года занимался журналистской деятельностью. С 1983 года работал в судебной системе. С 1988 по 1996 год — судья уголовного суда в Лечче.
В 1996 году избран в Палату депутатов. В 1997 году вступил в Национальный альянс. В 2001 году назначен младшим статс-секретарём Министерства внутренних дел во втором правительстве Берлускони. В 2006 году при поддержке НА избран в Сенат. Вошёл в Комиссию по конституционным вопросам и Комитет по вопросам информации и безопасности. Предлагал законопроекты об учреждении Антитеррористической прокуратуры и реорганизации полиции. В 2008 году вновь избран в Палату депутатов и назначен младшим статс-секретарём МВД в четвёртом правительстве Берлускони. После его падения вошёл в Бюджетную комиссию Палаты депутатов.
22 октября 2022 года при формировании правительства Мелони назначен секретарём аппарата правительства.
4 ноября 2022 года Мантовано дополнительно назначен младшим статс-секретарём аппарата правительства с полномочиями по вопросам безопасности Республики.